# Turbonilla kraussi
Turbonilla kraussi is een slakkensoort uit de familie van de Pyramidellidae. De wetenschappelijke naam van de soort is voor het eerst geldig gepubliceerd in 1890 door Clessin.